# Irische Badmintonmeisterschaft 2023
Die Irische Badmintonmeisterschaft 2023 fand am 4. und 5. Februar 2023 in der National Indoor Arena in Dublin statt.

## Die Titelträger
| Disziplin    | Gold                       | Silber                       | Bronze                        |
| ------------ | -------------------------- | ---------------------------- | ----------------------------- |
| Herreneinzel | Nhat Nguyen                | Adam McAllister              | Robbie Frost                  |
| Herreneinzel | Nhat Nguyen                | Adam McAllister              | Sam McKay                     |
| Dameneinzel  | Sophia Noble               | Siofra Flynn                 | Sara Boyle                    |
| Dameneinzel  | Sophia Noble               | Siofra Flynn                 | Paige Woods                   |
| Herrendoppel | Joshua Magee Paul Reynolds | Adam McAllister David Walsh  | Daniel Magee Sam Mckay        |
| Herrendoppel | Joshua Magee Paul Reynolds | Adam McAllister David Walsh  | Brian O’Mahony Daniel O’Meara |
| Damendoppel  | Kate Frost Moya Ryan       | Michelle Shochan Paige Woods | Sara Boyle Sophia Noble       |
| Damendoppel  | Kate Frost Moya Ryan       | Michelle Shochan Paige Woods | Siofra Flynn Jennie King      |
| Mixed        | Joshua Magee Moya Ryan     | Scott Guildea Kate Frost     | Declan Bennett Lauren Au      |
| Mixed        | Joshua Magee Moya Ryan     | Scott Guildea Kate Frost     | Daniel O’Meara Aisling Ryan   |